# العلاقات الكاميرونية الناميبية
العلاقات الكاميرونية الناميبية هي العلاقات الثنائية التي تجمع بين الكاميرون وناميبيا.

## مقارنة بين البلدين
هذه مقارنة عامة ومرجعية للدولتين:
| وجه المقارنة                                              | الكاميرون                      | ناميبيا      |
| --------------------------------------------------------- | ------------------------------ | ------------ |
| المساحة (كم2)                                             | 475.44 ألف                     | 825.62 ألف   |
| عدد السكان (نسمة)                                         | 24.05 مليون                    | 2.53 مليون   |
| الكثافة السكانية (ن./كم²)                                 | 50.58                          | 3.06         |
| العاصمة                                                   | ياوندي                         | ويندهوك      |
| اللغة الرسمية                                             | لغة فرنسية، لغة إنجليزية       | لغة إنجليزية |
| العملة                                                    | فرنك وسط أفريقي                | دولار ناميبي |
| الناتج المحلي الإجمالي (بليون دولار)                      | 34.80 مليار                    | 13.24 مليار  |
| الناتج المحلي الإجمالي (تعادل القوة الشرائية) بليون دولار | 72.72 مليار                    | 25.60 مليار  |
| الناتج المحلي الإجمالي الاسمي للفرد دولار أمريكي          | 1.22 ألف                       | 4.67 ألف     |
| الناتج المحلي الإجمالي للفرد دولار أمريكي                 | 2.97 ألف                       | 9.96 ألف     |
| مؤشر التنمية البشرية                                      | 0.512                          | 0.628        |
| رمز المكالمات الدولي                                      | +237                           | +264         |
| رمز الإنترنت                                              | .cm                            | .na          |
| المنطقة الزمنية                                           | توقيت غرب أفريقيا، ت ع م+01:00 | ت ع م+02:00  |

## مدن متوأمة
في ما يلي قائمة باتفاقيات التوأمة بين مدن كاميرونية وناميبية:
- ترتبط دوالا مع ويندهوك باتفاقية توأمة.

## منظمات دولية مشتركة
يشترك البلدان في عضوية مجموعة من المنظمات الدولية، منها:
| علم المنظمة | اسم المنظمة                                                | تاريخ انضمام الكاميرون | تاريخ انضمام ناميبيا |
| ----------- | ---------------------------------------------------------- | ---------------------- | -------------------- |
|             | يونسكو                                                     | 11 نوفمبر 1960         | 2 نوفمبر 1978        |
|             | وكالة ضمان الاستثمار متعدد الأطراف                         | 7 أكتوبر 1988          | 25 سبتمبر 1990       |
|             | الأمم المتحدة                                              | 20 سبتمبر 1960         | 23 أبريل 1990        |
|             | العملية المشتركة للاتحاد الأفريقي والأمم المتحدة في دارفور | ?                      | ?                    |
|             | مجموعة دول أفريقيا والكاريبي والمحيط الهادئ                | ?                      | ?                    |
|             | دول الكومنولث                                              | ?                      | ?                    |
|             | الاتحاد البريدي العالمي                                    | ?                      | ?                    |
|             | البنك الدولي للإنشاء والتعمير                              | 10 يوليو 1963          | 25 سبتمبر 1990       |
|             | الاتحاد الدولي للاتصالات                                   | 22 ديسمبر 1960         | 25 يناير 1984        |
|             | منظمة حظر الأسلحة الكيميائية                               | ?                      | ?                    |
|             | مؤسسة التمويل الدولية                                      | 1 أكتوبر 1974          | 25 سبتمبر 1990       |
|             | منظمة التجارة العالمية                                     | ?                      | ?                    |
|             | منظمة الشرطة الجنائية الدولية                              | ?                      | ?                    |
|             | الاتحاد الأفريقي                                           | ?                      | ?                    |
|             | البنك الإفريقي للتنمية                                     | ?                      | ?                    |

## وصلات خارجية
- موقع وزارة الخارجية الكاميرونية